# Airbnb
Airbnb (произн. Еърбиенби) е онлайн-платформа за разполагане на предложения, търсене и краткосрочно наемане на частни жилища по целия свят.

## Концепция
Ползвателите на Airbnb имат възможност да отдават на туристи под наем свое жилище изцяло или частично. Сайтът предоставя платформа за установяване на контакт между собственика и госта, а също отговаря за обработката на трансакциите. Airbnb предлага жилища в 65 000 града от 191 страни по целия свят. От момента на основаването си през август 2008 г. до април 2017 г. чрез сайта на Airbnb са намерили жилище над 150 млн. души. За своята дейност Airbnb взима определен процент – от собствениците на апартаменти 3% от сумата за наемане, от наемателя – от 6% до 12% (по данни от април 2017 г.).

## История
Компанията Airbnb (първоначално AirBed&Breakfast – „надувен матрак и закуска“) е основана през август 2008 г. в Сан Франциско. Негови основатели са Брайън Чески, Джо Гебиа и Нейтън Блечарзик. Първоначалното финансиране е получено от бизнес-инкубатора Y Combinator. По-късно Greylock Partners, Sequoia Capital и актьорът Ащън Къчър също инвестират в компанията.
Общо около 3,4 млрд. щ.д. са инвестирани в проекта от основаването на компанията до април 2017 г. Един от инвеститорите е фондът DST Global на руския предприемач Юрий Милнер.
Освен централата в Сан Франциско, компанията има 10 регионални офиса: в Барселона, Берлин, Хамбург, Копенхаген, Лондон, Милано, Париж, Сао Пауло, Сингапур и Сидни.
През декември 2020 г. Airbnb провежда IPO на американската фондова борса NASDAQ; в резултат на пласирането на акции компанията успява да набере 3,5 млрд. щ.д.
През второто тримесечие на 2021 г. приходите на Airbnb Inc възлизат на 1,3 млрд. щ.д. Чистата загуба на Airbnb намалява до 68 млн. щ.д.